# 高知県立高知西高等学校
高知県立高知西高等学校（こうちけんりつこうちにしこうとうがっこう）は、高知県高知市鴨部二丁目にあった公立高等学校。男女共学。

## 設置学科
- 普通科（1学年あたり240名）
- 英語科（1学年あたり40名）

## 特徴
オーストラリアのザ・フレンズ・スクールと姉妹校締結を行っており、数多くの留学生を受け入れ、国際交流も活発である。またスーパーグローバルハイスクール(SGH)校に認定もされ、より国際交流が盛んになっている。

## 沿革
- 1957年（昭和32年）
  - 2月25日 - 高知県立高知東高等学校（仮称）開校準備委員会発足。
  - 3月26日 - 高知県立高等学校設置条例により、高知市北新町84番地に本校の設置が決定。
  - 4月8日 - 開校式並びに入学式を挙行
- 1958年（昭和33年）
  - 6月28日 - 高知市北新町84番地の仮校舎より鴨部668番地（現在地）に移転。
  - 7月10日 - 校名（仮称: 高知県立高知東高等学校）が高知県立高知西高等学校と決定。
- 1968年（昭和43年） - 外国語に関する学科として、高知県の高校としては初となる英語科を設置。
- 2018年（平成30年）- 同敷地内に高知県立高知国際中学校が設置される
- 2021年（令和3年）- 同敷地内に高知県立高知国際高等学校が設置されることなどに伴う、一連の校舎建替え作業が完了。高知国際高校開校。高知西高等学校の生徒募集を停止[1]
- 2023年（令和5年）4月1日 - 閉校[1]

## 制服

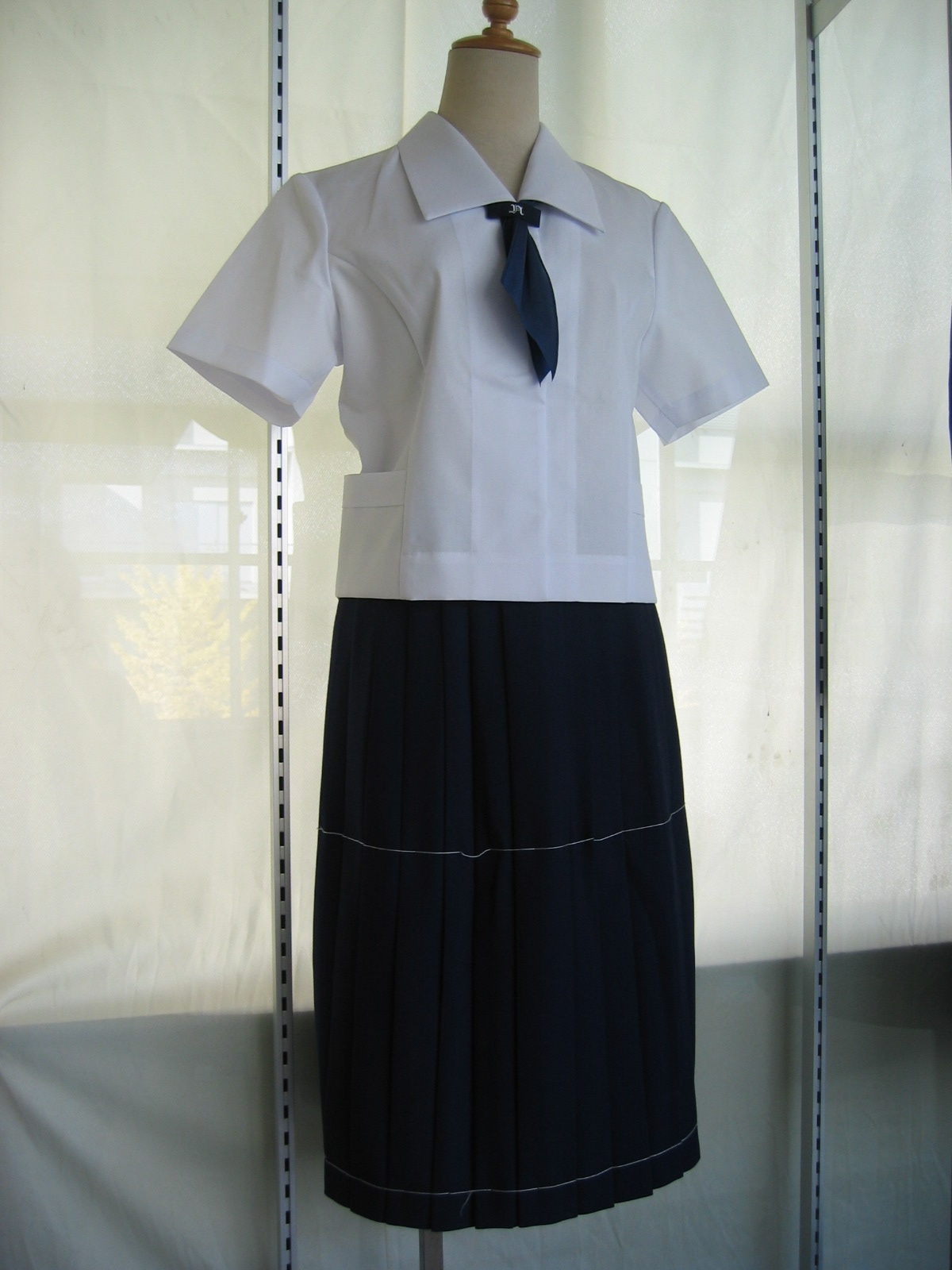
女子夏服

男子生徒は標準型学生服で、夏服はカッターシャツとなる（ネクタイはない）。
女子生徒は紺色のスカートに、夏服は白のブラウス（リボン）、合服シーズンは白のワイシャツ（リボンタイ）に紺のベスト、冬服はその上に紺のジャケット（ブレザー）となる。
カバンは男女とも華美でないリュックを使用している事が多い。また、補助カバンとしてスカイブルーのナイロン製のカバンが指定されている。これを通称して「西高バック」と呼ぶ。
土足化され、上履きは廃止された

## 食堂
1963年（昭和38年）の第一期落成と共に設置された「西高食堂」は、300人以上収容の施設で、外部の独立した嘱託業者によって運営されていた。現在は取り壊され、西舎3階に設置されている。メニューは非常に豊富で、弁当類16種類・麺類7種類・揚物副菜8種類以上。

## 部活動
部活動は活発であり、登山部や吹奏楽部は全国大会でも屈指の力を有している。

## 著名な出身者
- 澤田亨（早稲田大学教授）
- 有川浩（小説家）
- 山崎晴可（原作者）
- 山田章博（イラストレーター、漫画家）
- コジロー（漫画家）
- 村岡マサヒロ（漫画家）
- コマツシンヤ（漫画家）
- 楠瀬康璽（水彩画家）
- 桂三象（落語家）
- 越智順子（ジャズ歌手）
- 上岡亮（アナウンサー）
- 藤田みさ（パーソナリティ）
- 藤原大輔 (バドミントン選手)2021年東京パラリンピック銅メダル[2]
- 森本優（ラジオパーソナリティ）令和3年度日本民間放送連盟賞ラジオ生ワイド部門 最優秀賞受賞[3]

## アクセス
- 最寄駅: とさでん交通伊野線鴨部停留場
- 最寄バス停: 西高校（県交北部交通）